# David Rubenstein
David Rubenstein (Baltimore, Maryland; 11 de agosto de 1949) es un multimillonario y filántropo estadounidense. Abogado y analista financiero, es cofundador y copresidente ejecutivo de la firma estadounidense de capital privado Carlyle Group; una compañía global de inversión de capital privado con sede en Washington D. C. Es presidente del Centro John F. Kennedy para las Artes Escénicas, presidente del Instituto Smithsoniano, presidente del Consejo de Relaciones Exteriores, y presidente del Club Económico de Washington D. C. Según la revista Forbes, Rubenstein tiene un patrimonio neto de U$3.200 millones de dólares. 

## Biografía
Hijo único en una familia judía, su padre era empleado del Servicio Postal de Estados Unidos y su madre era ama de casa. Se graduó de la escuela preparatoria Baltimore City College, en ese momento una escuela masculina, y luego de la Universidad Duke con magna cum laude de Phi Beta Kappa en 1970. Obtuvo su título de juris doctor de la Facultad de Derecho de la Universidad de Chicago en 1973, donde fue editor de la revista de Derecho University of Chicago Law Review.
Rubenstein vive en Bethesda, Maryland, y estuvo casado con Alice Nicole Rogoff. Se conocieron mientras ambos trabajaban para la Administración Carter y se casaron el 21 de mayo de 1983.  Tienen tres hijos, Alexandra, Gabrielle y Andrew. La pareja se divorció el 8 de diciembre de 2017.
Rubenstein ha escrito dos libros: The American Story: Conversations with Master Historians publicado en octubre de 2019, y How to Lead: Wisdom from the World's Greatest CEOs publicado en septiembre de 2020.